# Nicole Calfan
Nicole Calfan (Neuilly-sur-Seine, 4 marzo 1947) è un'attrice e scrittrice francese.

## Biografia
Figlia di un avvocato fiscalista e di una casalinga, si iscrive al Conservatoire national supérieur d'art dramatique di Parigi e frequenta i corsi sotto la guida di Fernand Ledoux e Robert Manuel. Nel 1968 entra a far parte della Comédie-Française e l'anno successivo debutta nel cinema con No, no, no, con tua madre non ci sto (Le grand amour), diretto da Pierre Etaix. I ruoli che interpreta all'inizio della sua carriera sono quelli di ragazze leggere, talvolta partner di malavitosi. In Italia viene notata nel ruolo di Ginette in Borsalino e nei due film tratti dalle avventure de I tre moschettieri di Alexandre Dumas padre, realizzati da Richard Lester.
Durante le riprese del film Sono un marito infedele (1971), incontra Jean Yanne con il quale convive per molti anni e recita in due suoi film, Dacci oggi i nostri soldi quotidiani e I cinesi a Parigi. 
Nel 1975 gira per una produzione internazionale C.I.A. Criminal International Agency sezione sterminio, film di spionaggio nel quale interpreta il ruolo di una terrorista. Durante la lavorazione conosce Dirk Bogarde, di cui rimane grande amica fino alla morte di lui, avvenuta nel 1999.
Nel 1982 posa nuda per Mireille Darc in un servizio fotografico che viene pubblicato sulla rivista Lui. Nel 1983 esce il suo primo romanzo, La Folle Enfant, al quale faranno seguito altri testi, scritti negli anni, in cui l'attrice si allontana dalle luci dei riflettori. Tra questi, una Lettre entrouverte à Alain Delon (2012), più che una biografia una lettera aperta a Delon, che ebbe modo di conoscere durante le riprese del film Borsalino.
Dopo una lunga pausa durante quasi tutti gli anni novanta, in cui si allontana da teatro, cinema e televisione, riprende la sua carriera di attrice ricomparendo sugli schermi nel 2001 nel film La vérité si je mens! 2.

### Vita privata
Dal 1986 al 1993 è stata sposata con François Valéry, da cui ha avuto due figli, Jérémy e Michael.

## Filmografia
- Les poneyttes, regia di Joël Le Moigné (1968)
- No, no, no, con tua madre non ci sto (Le grand amour), regia di Pierre Etaix (1969)
- Borsalino, regia di Jacques Deray (1970)
- Sono un marito infedele (Êtes-vous fiancée à un marin grec ou à un pilote de ligne?), regia di Jean Aurel (1971)
- Gli scassinatori (Le Casse), regia di Henri Verneuil (1971)
- Dacci oggi i nostri soldi quotidiani (Moi y'en a vouloir des sous), regia di Jean Yanne (1972)
- Regolamento di conti (Les Hommes), regia di Daniel Vigne (1973)
- I tre moschettieri (The Three Musketeers), regia di Richard Lester (1973)
- I cinesi a Parigi (Les Chinois à Paris), regia di Jean Yanne (1974)
- Milady (The Four Musketeers: Milady's Revenge) regia di Richard Lester (1974)
- C.I.A. Criminal International Agency sezione sterminio (La Trahison), regia di Cyril Frankel (1975)
- Codice 215: Valparaiso non risponde (Il pleut sur Santiago), regia di Helvio Soto (1975)
- La gang del parigino - Pierrot le Fou (Le Gang), regia di Jacques Deray (1976)
- Quanto rompe mia moglie (Vas-y maman!), regia di Nicole de Buron (1977)
- One, Two, Two: 122, rue de Provence, regia di Christian Gion (1978)
- Les Chiens, regia di Alain Jessua (1979)
- Les P'tites Têtes, regia di Bernard Ménez (1982)
- Le Sang des tropiques, regia di Christian Bricout  (1982)
- Un jour ou l'autre (Flash Back), regia di Olivier Nolin (1985)
- Max amore mio (Max mon amour), regia di Nagisa Ōshima (1986)
- Due figli di... (Dirty Rotten Scoundrels), regia di Frank Oz (1988)
- La Vérité si je mens ! 2, regia di Thomas Gilou (2001)
- Une employée modèle, regia di Jacques Otmezguine (2002)
- Nuit noire, regia di Daniel Colas (2004)
- Un uomo e il suo cane (Un homme et son chien), regia di Francis Huster (2008)
- La Vérité si je mens ! 3, regia di Thomas Gilou (2012)
- Nos plus belles vacances, regia di Philippe Lellouche (2012)
- Un principe (quasi) azzurro (Un prince (presque) charmant), regia di Philippe Lellouche (2013)
- Je compte sur vous, regia di Pascal Elbé (2015)
- Separati ma non troppo (Sous le même toit), regia di Dominique Farrugia (2017)
- Guy, regia di Alex Lutz (2018)
- Boutchou, regia di Adrien Piquet-Gauthier (2020)
- Irréductible, regia di Jérôme Commandeur (2022)
- L'Homme parfait, regia di Xavier Durringer (2022)
- Une nuit, regia di Alex Lutz (2023)